# Почиталов, Василий Васильевич
Васи́лий Васи́льевич Почита́лов (1902, Углич — 1973, Москва) — советский художник, педагог, заслуженный деятель искусств РСФСР (1970).

## Биография
В детстве учился и жил в колонии «Бодрая жизнь». Живописи впервые начал учиться у врача и художника-любителя Ивана Трояновского; писал натюрморты в стиле Сезанна. Там же Почиталов встречался с жившим рядом Петром Кончаловским, который повлиял на его последующее творчество.
В 1924—1930 годах Василий Почиталов учился сначала во ВХУТЕМАСе, затем — во ВХУТЕИНе, который окончил по классу станковой живописи у Александра Шевченко.
С 1928 года участвовал в московских, республиканских и всесоюзных художественных выставках.
В 1936—1948 годах — доцент кафедры живописи и композиции Московского государственного художественного института имени В. И. Сурикова, старший преподаватель живописи и композиции в Московской средней художественной школе. С 1948 года — доцент кафедры живописи и декан факультета прикладного искусства Московского текстильного института.

С. В. Герасимов. Портрет В. В. Почиталова (1930-е годы)

Умер в 1973 году. Похоронен на Ваганьковском кладбище (37 уч.). 

## Участие в творческих и общественных организациях
- Член Московского отделения Союза художников СССР

## Местонахождение произведений
- Ростовский областной музей изобразительного искусства
- Государственный архив художественных произведений. Сергиев Посад
- Архангельский музей изобразительных искусств
- Костромской областной музей изобразительных искусств
- Воскресенская картинная галерея
- Брянский музей изобразительного искусства
- Государственный музей изобразительных искусств. г. Фрунзе
- Новгородский историко-архитектурный музей-заповедник
- Музей изобразительных искусств. г. Казань
- Данковский краеведческий музей
- Музей изобразительных искусств. г. Грозный
- Арзамасский краеведческий музей
- Министерство культуры РФ
- Художественный фонд РФ[2]

## Известные ученики
- Эдуард Браговский
- Владимир Гремитских
- Николай Грицюк
- Ефрем Зверьков[2]
- Гелий Коржев
- Кира Коржева
- Игорь Попов
- Валентин Сидоров
- Владимир Стожаров
- Георгий Сысолятин
- Алексей Ткачёв
- Андрей Тутунов
- Виктор Цыплаков
- Игорь Тарасов
- Василий Нечитайло
- Мария Нечитайло
- Владимир Гаврилов
- Андрей Горский
- В. И. Иванов
- П. П. Оссовский
- И. В. Сорокин
- М. Бирштейн

### Альбомы
- Василий Васильевич Почиталов (1903-1973): Альбом / Авт. вступ. ст. и сост. О. В. Буткевич. — Л.: Художник РСФСР, 1983. — 159 с.

### Статьи
- Тутунов А. Вступительная статья // Василий Пожалов: Каталог персональной выставки. — М., 1974.